# Alexandru Sassu
Alexandru Sassu (n. 26 octombrie 1955, București - d. 25 septembrie 2021) a fost un politician român. Între 2007 și 2010 a ocupat funcția de Președinte-Director General al companiei publice de televiziune, TVR.
Absolvent al Institutului Politehnic București, facultatea de Electronică și Telecomunicații în anul 1979.
Înainte de 1989 a lucrat ca inginer și apoi șef de secție la Casa de Discuri ELECTRECORD și ulterior ca inginer de sistem în Centrul de Calcul al FEA București.
A participat activ la Revoluția din Decembrie 1989, fiind unul dintre liderii Baricadei și al grupului care a ocupat în 22 Decembrie sediul CC al PCR.
Deputat în legislatura 1992-1996, ales în județul Brăila pe listele Partidului Democrat.
În legislatura 1996-2000 a fost deputat PD de București.
În legislatura 2000-2004 a fost deputat de Timiș, ales de asemenea pe listele PD.
Vicelider și apoi lider al grupului parlamentar PD din Camera Deputaților până în anul 2003. 
În anul 2003, ca urmare a deciziei conducerii PD de a trece la o orientare politică de dreapta, a părăsit PD împreună cu Bogdan Niculescu-Duvăz și a aderat la Partidul Social Democrat.
În legislatura 2000-2004, Alexandru Sassu a fost membru în grupurile parlamentare de prietenie cu Statul Israel, Regatul Suediei și Bulgaria.
Ministrul Pentru Relația cu Parlamentul în cabinetul Radu Vasile.
Decorat cu Ordinul Steaua României în grad de Cavaler.
În iunie 2007, a fost validat de camerele reunite ale parlamentului pentru funcția de membru în Consiliul de Administrație și Director General (interimar) și apoi începând cu data de 2 septembrie 2007, a fost confirmat oficial în funcția de Președinte-Director General al companiei publice de televiziune, SRTV (Televiziunea Română), fapt care s-a lovit de nemulțumirea lui Traian Băsescu, președintele României.
După ce a plecat din funcția de Președinte-Director General al SRTV, a condus mai multe companii private de media și s-a remarcat ca analist politic.